# Белнацком
Белнацком (Белорусский национальный комиссариат) ― отдел Наркомата (нарком И. В. Сталин) по делам национальностей РСФСР в 1918—1919 годах.
Создан в Петрограде (с марта 1918 года в Москве) согласно декрету СНК РСФСР от 31.1 (13.2).1918. Комиссар А. Г. Червяков (до мая 1918 года). Имел отделы агитационно-политический, культурно-просветительский, беженский, издательский, отделения в Петрограде, Смоленске и Витебске; спецпредставителей в Орле, Калуге, Орше, Самаре, Саратове, Симбирске, Тамбове. Работал в тесной связи с белорусскими секциями РКП(б). Вёл политическую и культурно-просветительскую деятельность среди белорусов в Советской России, боролся против национализма и шовинизма, пропагандировал идеи единения трудящихся Белоруссии и Советской России. Взял на учёт белорусские организации и учреждения на территории Советской России, эвакуированные во время Первой мировой войны, открывал белорусские школы.
Руководители Белнацкома А. Червяков, Д. Жилунович считали необходимым создание Белорусской Советской Республики. Эту позицию поддерживали белорусские секции РКП(б), организованные из числа беженцев-белорусов в Петрограде, Москве, Саратове. Белнацком организовал в Москве два съезда беженцев-белорусов. В июле 1918 года созвал в Москве совещание белорусских учителей, на котором с докладом выступила Н. К. Крупская. Организовал в Москве Белорусский народный университет, содействовал созданию Белорусского научно-культурного общества, совместно с белорусской секцией РКП(б) в Москве открыл рабочий клуб «Беларус». Издал Конституцию РСФСР на ,белорусском языке, альманах «Зажынкi». Участвовал в подготовке провозглашения БССР. Печатный орган — газета «Дзянніца».
21—23 декабря 1918 года Конференция белорусских секций РКП(б) в Москве приняла решение о создании на территории Западной области Белорусской советской республики.
Упразднён в марте 1919. Культурно-просветительский отдел Белнацкома преобразован в Белорусский подотдел отдела просвещения нацменьшинств Наркомата просвещения РСФСР.